# Banca pubblica
Una banca pubblica è una società bancaria di proprietà dello Stato o di soggetti pubblici. Si tratta quindi di una società sotto il controllo statale. Le banche pubbliche esistono fin dall'antichità, come nell'Egitto tolemaico.

## Utilizzo delle banche pubbliche
Le banche pubbliche/statali hanno svolto molteplici funzioni nel corso del tempo. Il loro punto in comune è quello di aiutare lo Stato che le utilizza a controllare la propria economia. Nell'Egitto tolemaico, ad esempio, la banca reale serviva a distribuire valuta in un Paese ancora relativamente non monetizzato e a centralizzare la riscossione delle imposte nelle istituzioni statali, anziché nelle mani di privati.
In altri periodi e luoghi, può acquisire altre funzioni o perderle a seconda delle circostanze. Ad esempio, oggi in Francia le banche pubbliche non riscuotono le tasse.

## Controversie ideologiche
Il principio del sistema bancario pubblico è messo in discussione dai sostenitori di un'economia liberale. Essi ritengono che il sistema bancario pubblico ostacoli il libero scambio e consenta allo Stato di esercitare un controllo eccessivo sulla società. Gli attivisti più radicali di questo movimento arrivano persino a etichettare erroneamente i Paesi con banche pubbliche come "totalitari". Da parte loro, gli oppositori del liberalismo chiedono maggiore potere per queste banche statali, ritenendo che il controllo bancario di un paese non debba essere interamente nelle mani dei privati, né, nel quadro del socialismo, interamente nelle mani delle autorità pubbliche o del popolo (inteso come forza produttiva).

## Banche pubbliche per stato

### Argentina
- Banco de la Nación Argentina
- Banco Ciudad de Buenos Aires
- Banco de la Provincia de Buenos Aires

### Belgio
- Belfius

### Brasile
- Banco do Brasil
- Caixa Econômica Federal

### Cina
- Industrial and Commercial Bank of China
- Bank of China
- Agricultural Bank of China
- China Construction Bank
- Postal Savings Bank of China
- Bank of Communications

### Francia
- La Banque Postale
- Caisse des dépôts et consignations
- Bpifrance

### Germania
- KfW

### India
- State Bank of India
- Bank of Baroda
- Punjab National Bank

### Italia
- Cassa Depositi e Prestiti
- Tavola Pecuniaria
- BancoPosta
- Banca Monte dei Paschi di Siena

### Russia
- VEB.RF

### Vietnam
- Vietcombank
- Vietinbank